# Over the Mountain
Over the Mountain – singel brytyjskiego wokalisty i muzyka Ozzy’ego Osbourne’a, promujący wydany 7 listopada 1981 roku album Diary of a Madman. Został wydany w formacie winyl 7” i 12” w 1981 roku w Europie, Wielkiej Brytanii oraz Australii nakładem Jet Records. 
Singel dotarł do 38. miejsca notowania Mainstream Rock Tracks, publikowanego przez tygodnik Billboard. Utwór „Over the Mountain” został później umieszczony na następujących kompilacjach Ozzy’ego Osbourne’a: The Ozzman Cometh z 1997 roku, The Essential Ozzy Osbourne z 2003 roku i Prince of Darkness z 2005 roku.

## Opis i geneza
Ozzy Osbourne napisał tekst i skomponował muzykę do utworu „Over the Mountain” z gitarzystą Randym Rhoadsem, basistą Bobem Daisleyem i perkusistą Lee Kerslake’em. W wywiadzie z serwisem Songfacts Bob Daisley tak odniósł się do sprawy napisania tekstu utworu: 

Przez dość długi czas nie miało to nazwy, ponieważ nie napisałem żadnego tekstu i nie wiedziałem, o czym mam to napisać. Muzycznie się to połączyło, kiedy odbywaliśmy próby i pisaliśmy w Londynie, zanim pojechaliśmy do Ridge Farm, żeby to nagrać. Potem napisałem tekst w Ridge Farm, kiedy nagrywaliśmy album Diary of a Madman. 
Przez pewien czas zastanawiałem się, o co czym to powinno być. Nie lubię typowych, stereotypowych piosenek miłosnych, a biorąc pod uwagę muzyczne podejście do tej piosenki – agresywność i ciężkość – nie mogła mieć lekkiego tekstu. To musiało być trochę inne: trochę filozoficzne i trochę zagadkowe. Nie mogłem wykombinować do tego tekstu, dopóki nie zaczęliśmy nagrywania w Ridge Farm.

## Wersje innych wykonawców
- Amerykański zespół thrash/deathmetalowy Epidemic stworzył cover utworu „Over the Mountain” i umieścił go jako hidden track na swoim wydanym w 1994 roku czwartym albumie Exit Paradise[5].
- Amerykański zespół heavymetalowy Fozzy stworzył cover utworu i umieścił go na swoim wydanym w 2000 roku debiutanckim albumie, nazwanym tak samo jak zespół. Za dodatkowe sola gitarowe i wokale w utworze odpowiadał Butch Walker[6].
- Amerykański zespół metalcore’owy The Word Alive stworzył cover utworu, który później trafił na wydaną 25 stycznia 2011 roku kompilację Punk Goes X: Songs from the 2011 Winter X Games[7][8].
- Amerykański zespół metalu chrześcijańskiego Stryper stworzył cover utworu i umieścił go na swoim wydanym 15 lutego 2011 roku ósmym albumie The Covering[9].
- Działająca w serwisie YouTube inicjatywa Two Minutes to Late Night zajmująca się robieniem coverów 12 października 2020 roku zamieściła w tym serwisie wideo z coverem „Over the Mountain” wykonanym przez Branna Dailora z zespołu Mastodon, Mike’a Schleibauma z zespołu Darkest Hour, Marvina Nygaarda z zespołu Kvelertak, Sebastiana Thomsona z zespołu Baroness  i gospodarza Gwarsenia Halla[10].

## Lista utworów
Opracowano na podstawie materiału źródłowego.
Wydanie winyl 12” brytyjsko-europejskie 1981
| Nr | Tytuł utworu        | Autorzy                                                | Długość |
| -- | ------------------- | ------------------------------------------------------ | ------- |
| 1. | „Over the Mountain” | Bob Daisley, Lee Kerslake, Ozzy Osbourne, Randy Rhoads | 4:35    |
| 2. | „I Don’t Know”      | Bob Daisley, Ozzy Osbourne, Randy Rhoads               | 4:38    |
|    |                     |                                                        | 9:13    |

Wydanie winyl 7” brytyjskie 1981
| Nr | Tytuł utworu          | Autorzy                                                | Długość |
| -- | --------------------- | ------------------------------------------------------ | ------- |
| 1. | „Over the Mountain”   | Bob Daisley, Lee Kerslake, Ozzy Osbourne, Randy Rhoads | 4:35    |
| 2. | „I Don’t Know (Live)” | Bob Daisley, Ozzy Osbourne, Randy Rhoads               | 4:38    |
|    |                       |                                                        | 9:13    |

Wydanie winyl 7” australijskie 1981
| Nr | Tytuł utworu        |                                                        | Długość |
| -- | ------------------- | ------------------------------------------------------ | ------- |
| 1. | „Over the Mountain” | Bob Daisley, Lee Kerslake, Ozzy Osbourne, Randy Rhoads | 4:35    |
| 2. | „Mr. Crowley”       | Ozzy Osbourne, Randy Rhoads, Bob Daisley               | 5:03    |
|    |                     |                                                        | 9:38    |

## Twórcy
Opracowano na podstawie materiału źródłowego.
Muzycy
- Ozzy Osbourne – wokal
- Randy Rhoads – gitara
- Bob Daisley – gitara basowa
- Lee Kerslake – perkusja

Produkcja
- Max Norman, Ozzy Osbourne, Randy Rhoads – produkcja muzyczna
- Steve „Skull” Joule – projekt
- Fin Costello, Tony Harrison – fotografie